# Баулин, Владимир Ильич
Владимир Ильич Баулин (26 февраля 1928, поселок Кордон, Харабалинского района Сталинградской области — 5 апреля 2008, Астрахань) —  декан физико-математического факультета, почетный профессор кафедры алгебры и геометрии, кандидат физико-математических наук Астраханского государственного университета имени С.М.Кирова.

## Биография
Баулин Владимир Ильич родился 26 февраля 1928 года в поселке Кордон, близ села Хошеутово, Харабалинского района Сталинградской области. В том же году семья Баулиных переезжает в поселок Нижний Баскунчак. В 1934 году после смерти отца Владимир Ильич вместе с матерью и сестрой Софьей отправляются на постоянное место жительство в Астрахань. После окончания школы №46 поступает в Рыбный техникум, а затем в 1946 году на рабочий факультет Астраханского государственного педагогического института имени С.М. Кирова. За активное участие в общественной жизни, отличную учебу его избирают секретарем комсомольской организации физико-математического факультета и заместителем секретаря комсомольской организации института.
Становится стипендиатом в честь 15-летия ВЛКСМ. После окончания физико-математического факультета в 1950 году, по решению Ученого Совета института, Владимир Ильич был направлен в аспирантуру при Тульском Педагогическом институте для работы над диссертацией "Теория чисел".
В 1953 году, окончив аспирантуру, он возвращается в родной институт, где начинает успешно заниматься научной деятельностью, принимая активное участие в общественной жизни.
С 1954 года по 1960 год возглавляет местком, с 1960 г. по 1968 г. является секретарем партийной организации Института.
В 1961-1963 годах является членом Ленинского горкома партии.
В 1964-1964 гг. был заместителем внештатного отдела вузов Ленинского райкома КПСС.
В 1969 г. утвержден ученым званием доцент.
Участвовал в разработке программы по математике для индийских школьников. За эту программу правительство Индии наградило В.И. Баулина национальной медалью.
В 1978 г. работал в Южном Йемене г. Адене, разработал учебник по математике для школьников. Его учебник завоевал 1-е место среди программ обучения в арабских странах. Был награжден грамотой посольства СССР.
В 1986-1988 гг. работал по линии ЮНЕСКО в Афганистане в Кабульском Педагогическом институте.
В 1997 г. присвоено почетное звание Профессора по кафедре алгебры и геометрии.
За долголетний труд и плодотворную научную деятельность Владимир Ильич Баулин был награжден юбилейной медалью, приуроченной "К 100-летию со дня рождения В.И.Ленина", медалью "Ветеран труда", медалью "50 лет Победы в ВОВ" и удостоен звания "Отличник просвещения".
До 2008 года занимался активной преподавательской деятельностью в Астраханской государственном университете имени С.М. Кирова.

## Семья

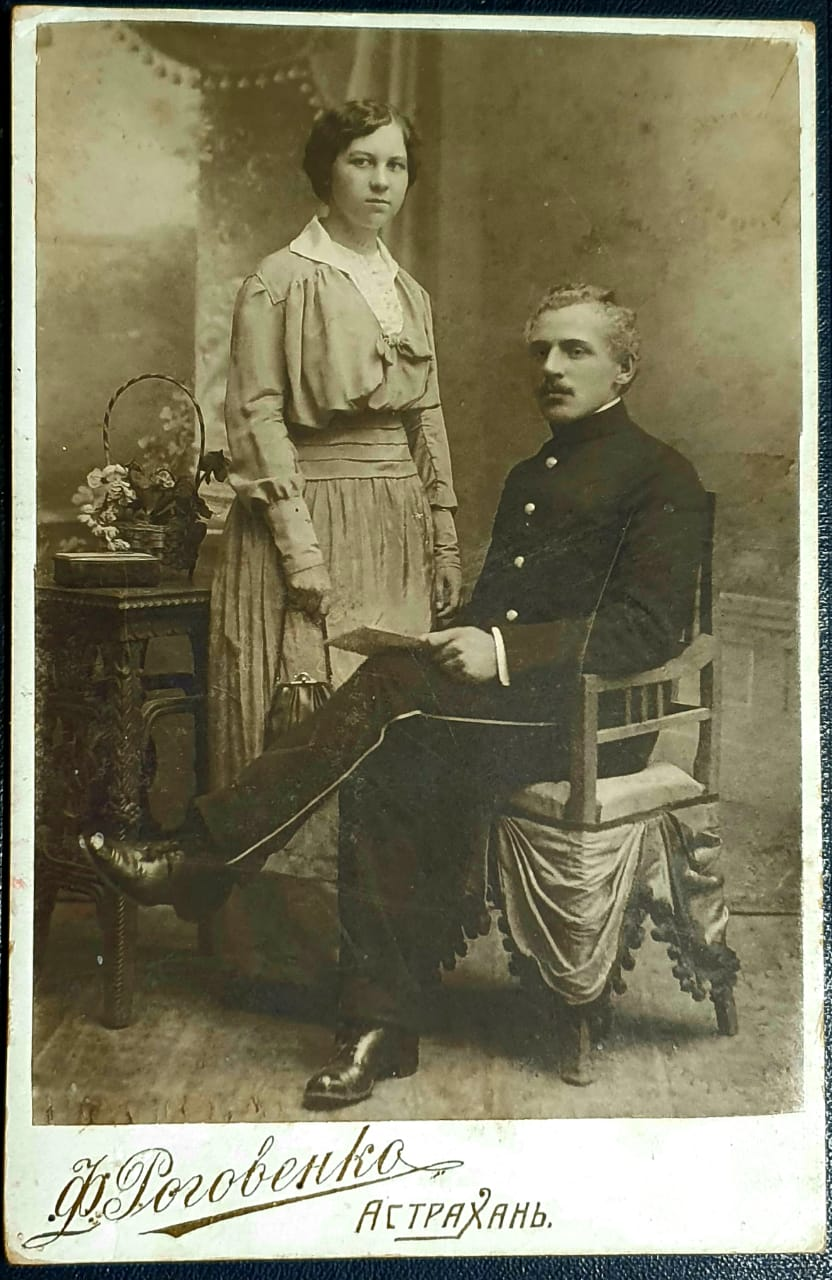
Родители - Вера и Илья Баулины, г.Астрахань, Духосошественная улица, 1917 год.

- Дед - Николай Петрович Баулин (1860-1925)
- Бабушка - Мария Павловна Баулина (Калинина) (1870-1956)
- Отец - Илья Николаевич Баулин (1894-1934)
- Мать - Вера Николаевна Баулина (Алеева) (1895-1957)
  - Сестра - Софья Ильинична Иванова (Баулина) (1917-1993) - учитель, директор школы г. Астрахань
  - Жена - Клара Ивановна Баулина (Кузнецова) (1928-2005) - врач
    - Сын - Николай Владимирович Баулин (1951-2019)
      - Внучка - Ирина Николаевна Баулина (род.1973)
        - Правнучка - Мария Олеговна Баулина (род.1998)
        - Правнучка - Надежда Владимировна Прохорихина (род.2007)

      - Внук - Денис Николаевич Баулин (род.1978)
        - Правнучка - Валерия Денисовна Баулина (род.2008)
        - Правнучка - Арина Денисовна Баулина (род.2015)

    - Сын - Сергей Владимирович Баулин (род.1960)
      - Внук - Александр Сергеевич Баулин (род.1987)
        - Правнук - Сергей Александрович Баулин (род.2014)
        - Правнук - Егор Александрович Баулин (род.2018)

    - Внук - Владимир Баулин (род.1982)
      - Правнук - Илья Владимирович Баулин (род.2005)
      - Правнучка - Наталья Владимировна Баулина (род.2012)
      - Правнучка - Вера Владимировна Баулина (род.2019)

## Награды и премии
- Юбилейная медаль, приуроченной "К 100-летию со дня рождения В.И.Ленина".
- Медаль "Ветеран труда".
- Медаль "50 лет Победы в ВОВ".
- Звание "Отличник просвещения".